# Scala (lenguaje de programación)
Scala es un lenguaje de programación multi-paradigma diseñado para expresar patrones comunes de programación en forma concisa, elegante y con tipos seguros. Integra sutilmente características de lenguajes funcionales y orientados a objetos. La implementación actual se ejecuta en la máquina virtual de Java y es compatible con las aplicaciones Java existentes.

## Características

### Orientación a objetos
Scala es un lenguaje de programación puro orientado a objetos, en el sentido de que cada valor es un objeto. El tipo y comportamiento de los objetos se describe por medio de clases y traits. La abstracción de clases se realiza extendiendo otras clases y usando un mecanismo de composición basado en mixins como un reemplazo limpio de la herencia múltiple.

### Lenguaje funcional
Scala también posee características propias de los lenguajes funcionales. Por ejemplo, las funciones son valores de primera clase, soportando funciones anónimas, orden superior, funciones anidadas y currificación. Viene integrado de fábrica con la técnica de pattern matching para modelar tipos algebraicos usados en muchos lenguajes funcionales.

### Tipificado estático
Scala está equipado con un sistema de tipos expresivo que refuerza a que las abstracciones de tipos se usen en forma coherente y segura.

### Extensibilidad
Scala se diseñó teniendo en mente el hecho de que en la práctica el desarrollo de aplicaciones requiere a menudo de extensiones específicas del lenguaje. Para ello, se proporcionan una combinación única de mecanismos que facilitan agregar construcciones nuevas al lenguaje en forma de bibliotecas.

## Ejemplos

### Hola Mundo escrito en Scala 3
```
@main
 
def
 
main
()
 
=
 
println
(
"Hello, World!"
)

```

A diferencia de la típica aplicación Hello World para Java, no hay declaración de clase y nada se declara como estático.
Cuando el programa se almacena en el archivo HelloWorld.scala, el usuario lo compila con el comando:
```
$ scalac HelloWorld.scala

```

Y se ejecuta con:
```
$ scala HelloWorld

```

Esto es análogo al proceso de compilación y ejecución de código Java. De hecho, el proceso de compilación y ejecución de Scala es idéntico al de Java, haciéndolo compatible con herramientas como Apache Ant.
Una versión más corta del «Hola mundo» en Scala es:
```
println
(
"Hello, world!"
)

```

Scala incluye un shell interactivo y soporte de scripting incorporado. Guardado en un archivo llamado HelloWorld2.scala, el cual puede ser ejecutado como script sin prioridad de compilación usando:
```
$ scala HelloWorld2.scala

```

Los comandos también pueden ser ingresados en el intérprete de Scala, usando la opción -e:
```
$ scala -e 'println("Hello, World!")'

```

Las expresiones pueden ser ingresadas en el REPL:
```
$ scala
Welcome to Scala 2.12.2 (Java HotSpot(TM) 64-Bit Server VM, Java 1.8.0_131).
Type in expressions for evaluation. Or try :help.

scala> List(1, 2, 3).map(x => x * x)
res0: List[Int] = List(1, 4, 9)

scala>

```

### Ejemplo Básico
El siguiente ejemplo muestra las diferencias entre la sintaxis de Java y Scala.
```
// Java:

int
 
mathFunction
(
int
 
num
)
 
{

    
int
 
numSquare
 
=
 
num
*
num
;

    
return
 
(
int
)
 
(
Math
.
cbrt
(
numSquare
)
 
+

      
Math
.
log
(
numSquare
));

}

```

```
// Scala: Direct conversion from Java

// no import needed; scala.math

// already imported as `math`

def
 
mathFunction
(
num
:
 
Int
):
 
Int
 
=
 
{

  
var
 
numSquare
:
 
Int
 
=
 
num
*
num

  
return
 
(
math
.
cbrt
(
numSquare
)
 
+
 
math
.
log
(
numSquare
)).

    
asInstanceOf
[
Int
]

}

```

```
// Scala: More idiomatic

// Uses type inference, omits `return` statement,

// uses `toInt` method, declares numSquare immutable

import
 
math
.
_

def
 
mathFunction
(
num
:
 
Int
)
 
=
 
{

  
val
 
numSquare
 
=
 
num
*
num

  
(
cbrt
(
numSquare
)
 
+
 
log
(
numSquare
)).
toInt

}

```

Algunas diferencias sintácticas en este código son:
- Scala no requiere punto y coma al final de las sentencias.
- Los tipos están capitalizados: Int, Double, Boolean en vez de int, double, boolean.
- Parámetros y tipos de retorno continúan, como en Pascal, en vez de preceder como en C.
- Los métodos deben ser precedidos por def.
- Variables locales y de clase deben ser precedidos por val (indica una variable inmutable) o var (indica una variable mutable).
- El operador return es innecesario en una función (a pesar de estar permitido); el valor de la última sentencia o expresión ejecutada es normalmente el valor de la función.
- En vez del operador cast (Type) foo, Scala usa foo.asInstanceOf[type], o una función especializada como toDouble o toInt.
- En vez de la importación de paquetes de Java import foo.*;, Scala usa import foo._.
- Una función o método foo() también puede ser llamado solo foo; el método thread.send(signo) también puede ser llamado solamente como thread send signo; y el método foo.toString() también puede ser llamado solo como foo toString.

### Ejemplo con Clases
El siguiente ejemplo contrasta la definición de clases en Java y en Scala.
| // Java: public class Point { private final double x, y; public Point(final double x, final double y) { this.x = x; this.y = y; } public Point( final double x, final double y, final boolean addToGrid ) { this(x, y); if (addToGrid) grid.add(this); } public Point() { this(0.0, 0.0); } public double getX() { return x; } public double getY() { return y; } double distanceToPoint(final Point other) { return distanceBetweenPoints(x, y, other.x, other.y); } private static Grid grid = new Grid(); static double distanceBetweenPoints( final double x1, final double y1, final double x2, final double y2 ) { return Math.hypot(x1 - x2, y1 - y2); } | // Scala class Point( val x: Double, val y: Double, addToGrid: Boolean = false ) { import Point._ if (addToGrid) grid.add(this) def this() = this(0.0, 0.0) def distanceToPoint(other: Point) = distanceBetweenPoints(x, y, other.x, other.y) } object Point { private val grid = new Grid() def distanceBetweenPoints(x1: Double, y1: Double, x2: Double, y2: Double) = { math.hypot(x1 - x2, y1 - y2) } |